# Mortero Coehorn

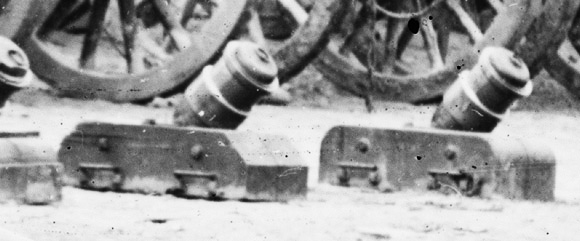
Morteros Coehorn 1841 del ejército de los Estados Unidos, fotografiados en 1865.

Un mortero Coehorn /ˈkoʊhɔːrn/ (también deletreado cohorn) o Coehorn es un mortero ligero originalmente diseñado por el ingeniero militar neerlandés Menno van Coehoorn.

## Concepto y diseño

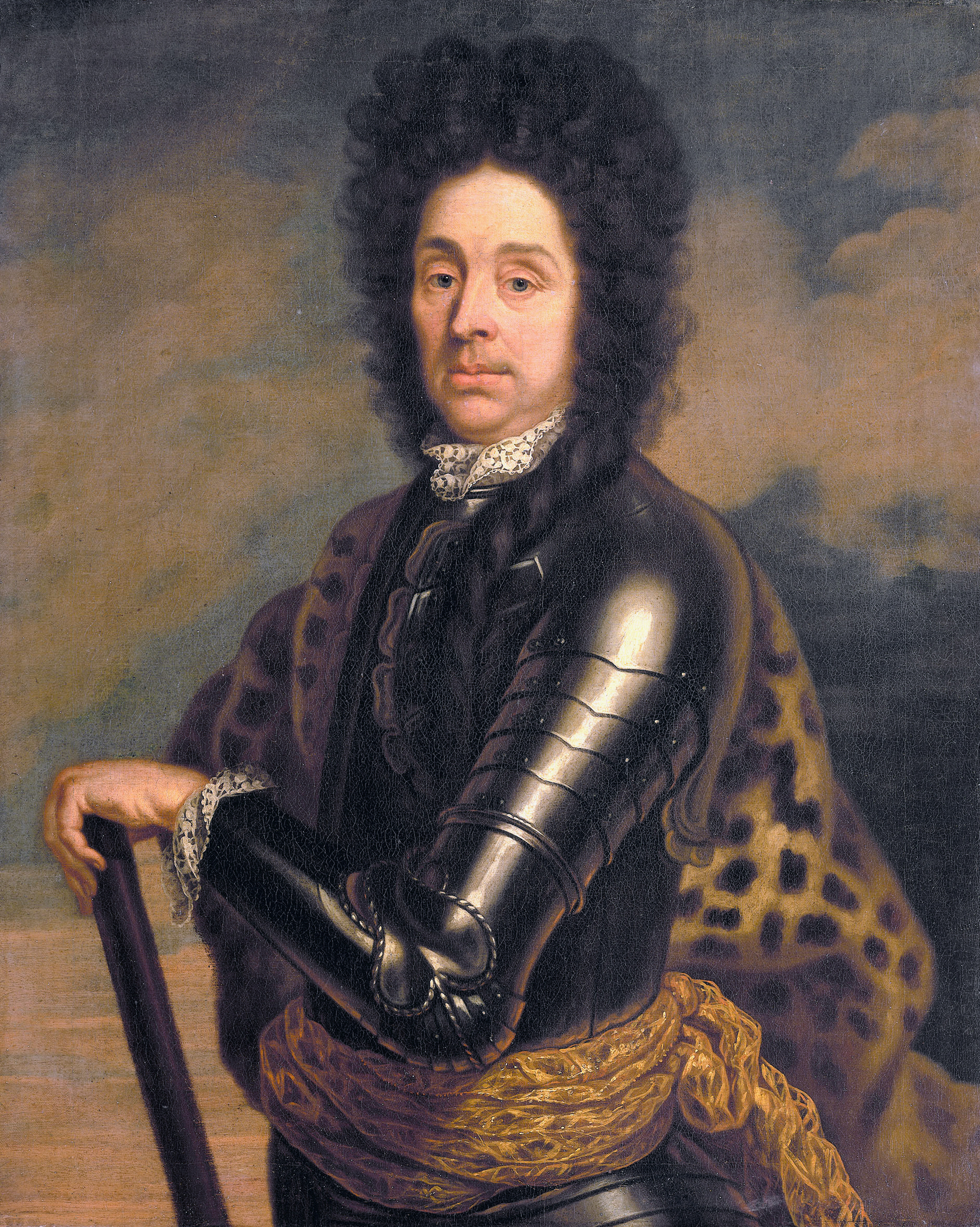
Menno van Coehoorn, por Theodorus Netscher.

Van Coehoorn saltó a la fama la Guerra de los Nueve Años (1689-97), cuyas tácticas han sido descritas por el historiador John Childs como: 

La mayoría de los soldados de infantería nunca dispararon sus mosquetes enfurecidos;....Los ejércitos eran conscientemente dirigidos hacia las formas dominantes de la guerra; la maniobra y el asedio.

Este énfasis en la guerra de asedio vio muchos desarrollos en el uso y diseño de la artillería. 
Las fortificaciones eran vulnerables a proyectiles de trayectorias verticales o "fuego desde arriba" y el concepto de mortero. Sin embargo, los morteros a gran escala eran generalmente utilizados para proporcionar fuego de cobertura cercano a asaltos de infantería contra posiciones fortificadas. Coehoorn demostró su diseño en mayo de 1701 ante Guillermo III, siendo utilizado en acción por primera vez en el sitio de Kaiserswerth en 1702.

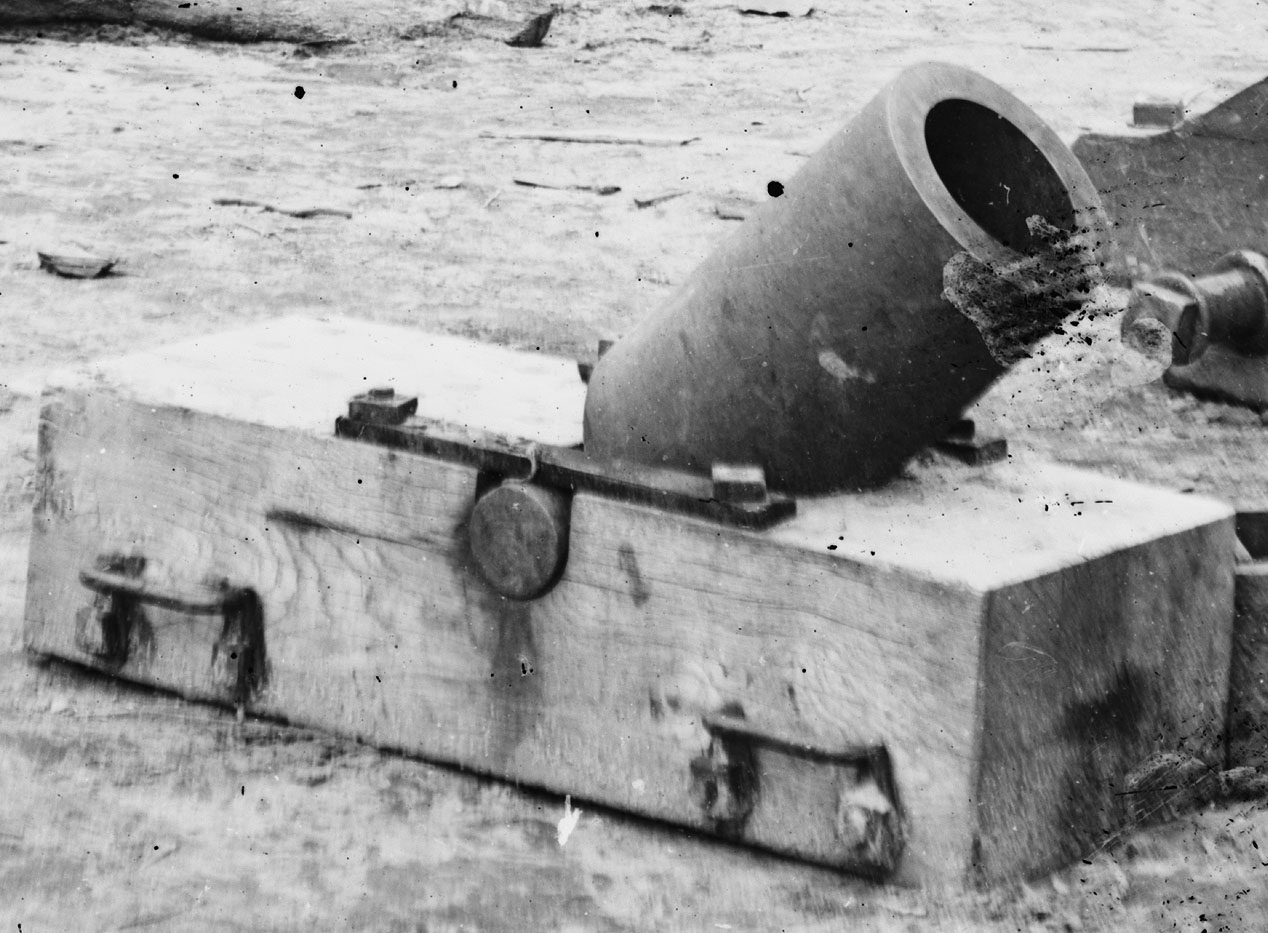
Un coehorn confederado en Petersburg en 1864.

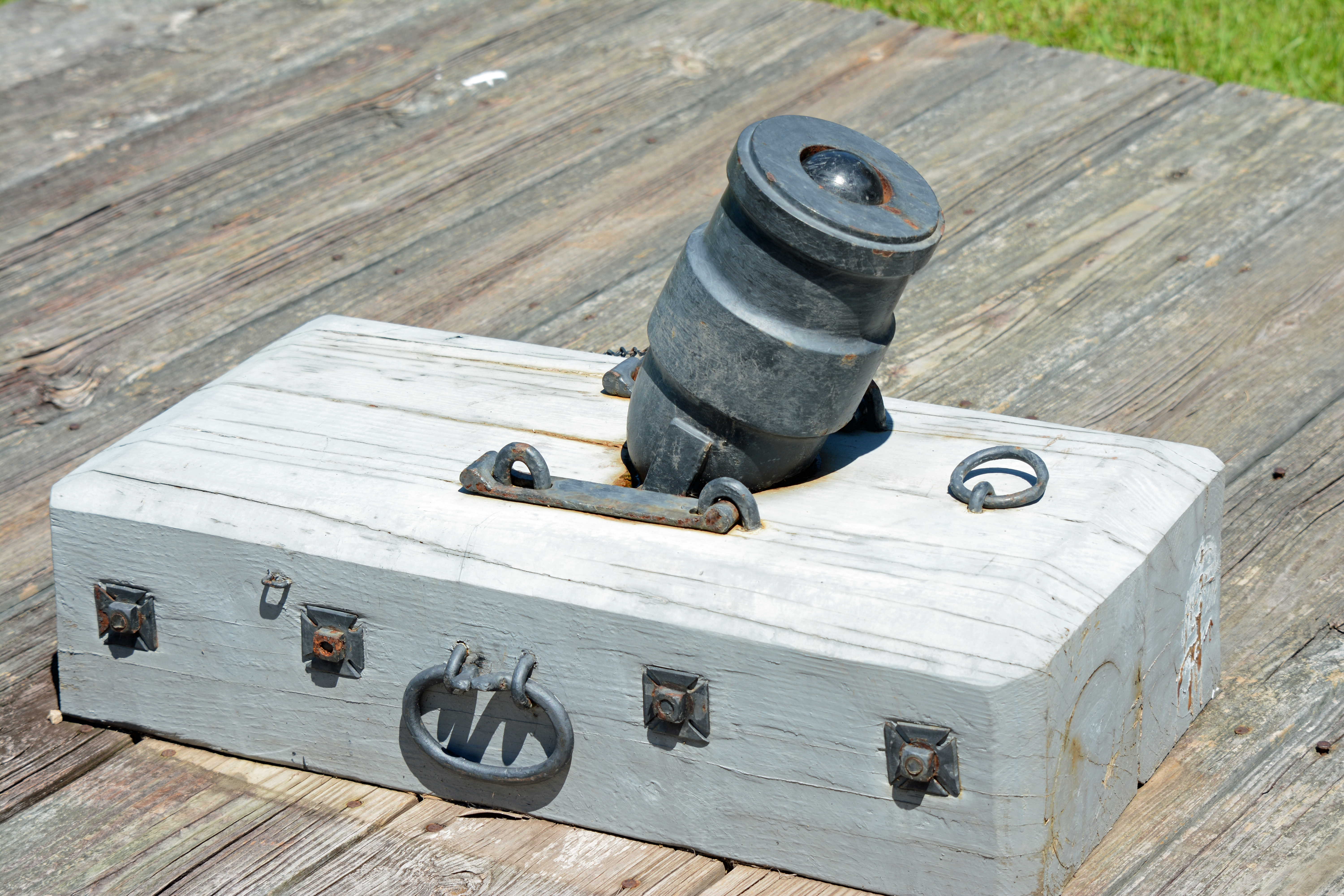
Coehorn en Fort King George

El original era bastante ligero y capaz ser movido por tan solo dos hombres a pesar de que era necesario un equipo de cuatro hombres para movimiento rápido. Enseguida se hizo popular, pasando de las 74 unidades utilizadas en Kaiserswerth a más de 300 en Bonn seis meses más tarde. Las fortificaciones del periodo estaban principalmente diseñadas para resistir fuego horizontal, haciendo el vertical del Coehorn altamente eficaz. Utilizaba un obús con temporizador que permitía ajustar la detonación al cambiar la carga. La velocidad del cañón hacía que el proyectil describiera un arco que era observable desde el suelo. Aunque eso permitía que los defensores se alejaran del impacto, el objetivo del mortero era dar apoyo a tropas propias más que causar bajas entre el enemigo.
Aunque generalmente era empleado en asedios, fue también utilizado por tropas del gobierno británico en la Batalla de Glenshiel en junio de 1719 contra rebeldes escoceses e infantes de marina españoles. Las unidades de artillería de asedio del Ejército de la Unión tuvieron versiones de 12 y 24 libras durante la Guerra de Secesión, mientras que el Ejército Confederado construyó réplicas del modelo de 24 libras.

## Disparo
Para la época de la Guerra de Secesión, la Instrucción de Artillería Pesada sugería una tripulación de tres hombres utilizando una baqueta de 18-pulgadas y esponja, una bolsa de fulminante y pólvora y otra de artillero con nivel, cuadrante y plomada para apuntar. Para ajustar el alcance se requería cambiar la carga: la versión de 24 libras teóricamente podía disparar un obús de 17" hasta 1,100 metros pero en condiciones extremadamente optimistas. Generalmente se empleaba una espoleta de papel inflamable con una cadencia de combustión conocida y un tapón de madera cónico hueco para cronometrar la carga.